# Abe Thompson
Abraham ("Abe") Broman Thompson (Tucson (Arizona), 12 januari 1982) is een Amerikaanse voetballer, die uitkomt voor Fort Lauderdale Strikers in de North American Soccer League.
Thompson speelde voetbal aan de universiteit van Maryland van 2000 tot 2004, waar hij in 79 wedstrijden speelde, 43 keer scoorde en 26 assists gaf. Hij was in 2004 en 2005 halvefinalist voor de Hermann Trophy. Hij heeft ook in de USL Premier Development League gespeeld voor de Chesapeake Dragons en de Boulder Rapids Reserve.